# Ле-Туве
Ле-Туве́ (фр. Le Touvet) — коммуна во Франции, находится в регионе Рона — Альпы. Департамент коммуны — Изер. Входит в состав кантона От-Грезиводан. Округ коммуны — Гренобль.
Код INSEE коммуны — 38511. Население коммуны на 2012 год составляло 3003 человека. Населённый пункт находится на высоте от 236 до 1008 метров над уровнем моря. Муниципалитет расположен на расстоянии около 480 км юго-восточнее Парижа, 100 км юго-восточнее Лиона, 26 км северо-восточнее Гренобля. Мэр коммуны — Laurence Théry, мандат действует на протяжении 2014—2020 гг.
Динамика населения (INSEE):